# Hermite (cráter)
| Localización de Hermite próxima al polo norte lunar |

Hermite es un cráter de impacto localizado cerca del polo norte de la Luna. Fue descubierto en 1964. Al oeste se sitúa el cráter Rozhdestvenskiy, y al sur aparecen Lovelace y Sylvester. El cráter Grignard se encuentra directamente adyacente al suroeste de Hermite.
Desde la Tierra este cráter se ve prácticamente de perfil, iluminado por la luz solar muy oblicuamente.
|  |

Se trata de un cráter desgastado y erosionado, con un borde exterior rugoso que muestra numerosas muescas e impactos. Un segundo cráter rebasa el brocal de Hermite por su lado suroeste, de manera que las dos formaciones se han fusionado y comparten el mismo suelo interior. Un par de pequeños cráteres se sitúan en la parte sur del brocal, con otro pequeño cráter que también está unido al extremo norte. El suelo interior es el resultado del resurgimiento de lava, de modo que forma una llanura ancha que está marcada por cráteres diminutos y colinas bajas. Otro pequeño cráter se sitúa en la plataforma interior cerca de la pared noreste.
En 2009, los datos de la misión Lunar Reconnaissance Orbiter de la NASA permitieron descubrir que Hermite es el lugar más frío registrado hasta la fecha en el sistema solar, con temperaturas de 26 kelvin (-247° celsius). Para establecer una comparación, basta señalar que en la superficie de Plutón la temperatura "solo" se reduce a unos 43 kelvin (-229° celsius).

## Cráteres satélite

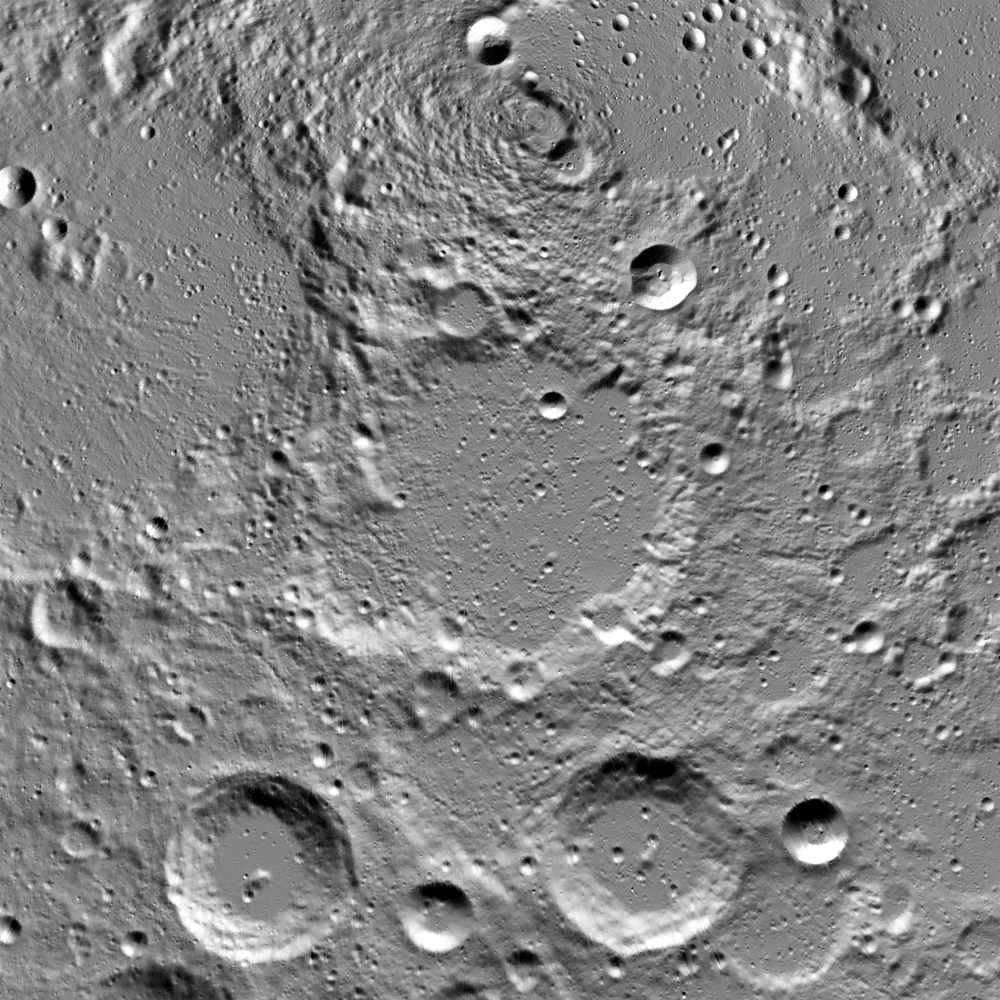
Imagen topográfica de Hermite (centro) (Altímetro láser Lunar Reconnaissance Orbiter)

Por convención estos elementos se identifican en los mapas lunares colocando la letra en el lado del punto medio del cráter que está más cercano a Hermite.
|         | \| Hermite \| Coordenadas \| Diámetro \| \| ------- \| ----------------------------- \| -------- \| \| A \| 87°48′N 47°06′O / 87.8, -47.1 \| 20 km \| |          |
| Hermite | Coordenadas | Diámetro |
| A       | 87°48′N 47°06′O / 87.8, -47.1 | 20 km    |